# إيميري
إيميري (داكوتا الجنوبية) (بالإنجليزية: Emery, South Dakota)‏ هي مدينة تقع في الولايات المتحدة في مقاطعة هانسون، داكوتا الجنوبية. يقدر عدد سكانها بـ 447 نسمة ومساحتها 1.17 كم2 وترتفع عن سطح البحر 423 متر.

## التركيبة السكانية
قام مكتب تعداد الولايات المتحدة بتحديد بيانات التركيبة السكانية لإيميريفي تعداد الولايات المتحدة. في ما يلي، التركيبة السكانية حسب تعدادي 2000 و2010.

### تعداد عام 2000
بلغ عدد سكان إيميري 439 نسمة بحسب تعداد عام 2000، وبلغ عدد الأسر 195 أسرة وعدد العائلات 123 عائلة مقيمة في المدينة. في حين سجلت الكثافة السكانية 1,255.4 نسمة لكل ميل مربع (484.7/كم2). وبلغ عدد الوحدات السكنية 204 وحدة بمتوسط كثافة قدره 583.4 نسمة لكل ميل مربع (225.3/كم2).
وتوزع التركيب العرقي للمدينة بنسبة 100.00% من البيض.
بلغ عدد الأسر 195 أسرة كانت نسبة 27.7% منها لديها أطفال تحت سن الثامنة عشر تعيش معهم، وبلغت نسبة الأزواج القاطنين مع بعضهم البعض 55.9% من أصل المجموع الكلي للأسر، ونسبة 5.6% من الأسر كان لديها معيلات من الإناث دون وجود شريك، وكانت نسبة 36.9% من غير العائلات. تألفت نسبة 34.9% من أصل جميع الأسر من أفراد ونسبة 25.6% كانوا يعيش معهم شخص وحيد يبلغ من العمر 65 عاماً فما فوق. وبلغ متوسط حجم الأسرة المعيشية 2.95، أما متوسط حجم العائلات فبلغ 2.25.
بلغ العمر الوسطي للسكان 42 عاماً. وكانت نسبة 26.4% من القاطنين تحت سن الثامنة عشر، وكانت نسبة 4.8% بين الثامنة عشر والأربعة وعشرون عاماً، ونسبة 23.5% كانت واقعةً في الفئة العمرية ما بين الخامسة والعشرون حتى والأربعة وأربعون عاماً، ونسبة 18.5% كانت ما بين الخامسة والأربعون حتى الرابعة والستون، ونسبة 26.9% كانت ضمن فئة الخامسة والستون عاماً فما فوق. يوجد لكل 100 أنثى 85.2 ذكر، ويوجد لكل 100 أنثى في الثامنة عشر من عمرها فما فوق 81.5 ذكر.
بلغ متوسط دخل الأسرة في المدينة 28,958 دولار، أما متوسط دخل العائلة فبلغ 35,313 دولار. وكان متوسط دخل الذكور 27,875 دولار مقابل 16,094 دولار للإناث. وسجل دخل الفرد الخاص بالمدينة 17,324 دولار. وكانت نسبة 3.8% من العائلات ونسبة 5.2% من السكان تحت خط الفقر، ولا أحد منهم تحت سن الثامنة عشر ونسبة 16.9% في الخامسة والستين من العمر وما فوق.

### تعداد عام 2010
بلغ عدد سكان إيميري 447 نسمة بحسب تعداد عام 2010، وبلغ عدد الأسر 191 أسرة وعدد العائلات 116 عائلة مقيمة في المدينة. في حين سجلت الكثافة السكانية 993.3 نسمة لكل ميل مربع (383.5/كم2). وبلغ عدد الوحدات السكنية 210 وحدة بمتوسط كثافة قدره 466.7 لكل ميل مربع (180.2/كم2).
وتوزع التركيب العرقي للمدينة بنسبة 98.4% من البيض و 0.2% من الأمريكيين الأصليين و 0.4% من الأمريكيين ذوي الأصول الآسيوية و 0.9% من عرقين مختلطين أو أكثر.
بلغ عدد الأسر 191 أسرة كانت نسبة 28.8% منها لديها أطفال تحت سن الثامنة عشر تعيش معهم، وبلغت نسبة الأزواج القاطنين مع بعضهم البعض 51.8% من أصل المجموع الكلي للأسر، ونسبة 5.2% من الأسر كان لديها معيلات من الإناث دون وجود شريك، بينما كانت نسبة 3.7% من الأسر لديها معيلون من الذكور دون وجود شريكة وكانت نسبة 39.3% من غير العائلات. تألفت نسبة 35.1% من أصل جميع الأسر من أفراد ونسبة 15.2% كانوا يعيش معهم شخص وحيد يبلغ من العمر 65 عاماً فما فوق. وبلغ متوسط حجم الأسرة المعيشية 3.09، أما متوسط حجم العائلات فبلغ 2.34.
بلغ العمر الوسطي للسكان 37.9 عاماً. وكانت نسبة 29.1% من القاطنين تحت سن الثامنة عشر، وكانت نسبة 3.3% بين الثامنة عشر والأربعة وعشرون عاماً، ونسبة 26.4% كانت واقعةً في الفئة العمرية ما بين الخامسة والعشرون حتى والأربعة وأربعون عاماً، ونسبة 21.7% كانت ما بين الخامسة والأربعون حتى الرابعة والستون، ونسبة 19.5% كانت ضمن فئة الخامسة والستون عاماً فما فوق. وتوزع التركيب الجنسي للسكان بنسبة 49.9% ذكور و50.1% إناث.